# Ranunculus zaghei
Ranunculus zaghei är en ranunkelväxtart som beskrevs av A. Parsa. Ranunculus zaghei ingår i släktet ranunkler, och familjen ranunkelväxter. Inga underarter finns listade i Catalogue of Life.